# Джемикент
Джемике́нт — село в Дербентском районе Республики Дагестан. 
Образует муниципальное образование «село Джемикент» со статусом сельского поселения, как единственный населённый пункт в его составе.

## География
Населённый пункт расположен в 30 км к северо-западу от города Дербент, на правом берегу реке Уллучай, у границы с Каякентским районом.

## История
По преданиям, собранными Р. М. Магомедовым, предки терекеменской части жителей села происходят из Ширвана.Однако документальных подтверждений этим преданиям нет.
В Джемикенте были найдены Гуннские захоронения датируемые V веком нашей эры.
Название села может быть связано с арабским словом джума. Жители близлежащих поселений собирались в мечети для общей пятничной молитвы — джума. В Джемикенте существовали улицы (мехлеляр): Шихмехле (улица, где жили шейхи), Чаймехле (Речная улица), Сарытопрахмехле (Желтоглиняная), Куватмехле (Многолюдная) и Карачаймехле (улица карачаевцев), жителей которого местное предание считает пришлыми из Карачая.
В военной истории Джемикент известен событиями 22 сентября, произошедшими в ходе восстания 1877 года в Чечне и Дагестане, когда отряд полковника Тер-Асатурова сразился здесь с повстанцами Мехти-бека. Последние были оттеснены русской императорской армией в горы.

## Население
| 1895  | 1926  | 1939  | 1970  | 1989  | 2002  | 2010  |
| ----- | ----- | ----- | ----- | ----- | ----- | ----- |
| 647   | ↗750  | ↗779  | ↗1273 | ↗1755 | ↗2336 | ↗2555 |
| 2012  | 2013  | 2014  | 2015  | 2016  | 2017  | 2018  |
| ↗2582 | ↗2608 | ↗2656 | ↗2695 | ↗2731 | ↗2744 | ↗2763 |
| 2019  | 2020  | 2021  | 2023  | 2024  | 2025  |       |
| ↗2774 | ↗2817 | ↗3102 | ↘3087 | ↘3060 | ↗3062 |       |

Национальный состав
По результатам Всероссийской переписи населения 2021 года:
| Народ         | Численность, чел. | Доля от всего населения, % |
| ------------- | ----------------- | -------------------------- |
| азербайджанцы | 3019              | 97,33 %                    |
| даргинцы      | 69                | 2,22 %                     |
| другие        | 14                | 0,45 %                     |
| всего         | 3102              | 100 %                      |

Большую часть населения составляет субэтнос азербайджанцев — терекеменцы.